# شهرستان جانسون (کنتاکی)
شهرستان جانسون، کنتاکی (به انگلیسی: Johnson County, Kentucky) یک سکونتگاه مسکونی در ایالات متحده آمریکا است که در کنتاکی واقع شده‌است.

## خصوصیات
شهرستان جانسون ۶۸۴ کیلومترمربع مساحت دارد.